# Everybody Loves a Happy Ending (Tears for Fears album)
Everybody Loves a Happy Ending er titlen på det sjette studioalbum af den britiske gruppe Tears For Fears. Det udkom på selskabet New Door/Universal Music d. 14. september 2004 i USA, og 7. marts 2005 udkom albummet i Europa hos selskabet Gut Records.

## Spor
1. "Everybody Loves a Happy Ending" - (04:21)
2. "Closest Thing to Heaven" - (03:36)
3. "Call Me Mellow" - (03:37)
4. "Size of Sorrow" - (04:43)
5. "Who Killed Tangerine" - (05:32)
6. "Quiet Ones" - (04:22)
7. "Who You Are" - (03:41)
8. "The Devil" - (03:30)
9. "Secret World" - (05:12)
10. "Killing with Kindness" - (05:25)
11. "Ladybird" - (04:49)
12. "Last Days on Earth" - (05:41)